# كاي لوهرسب
كاي لوهرسب ((بالفارسية: لهراسپ)) هو أحد ملوك الكيانيين.

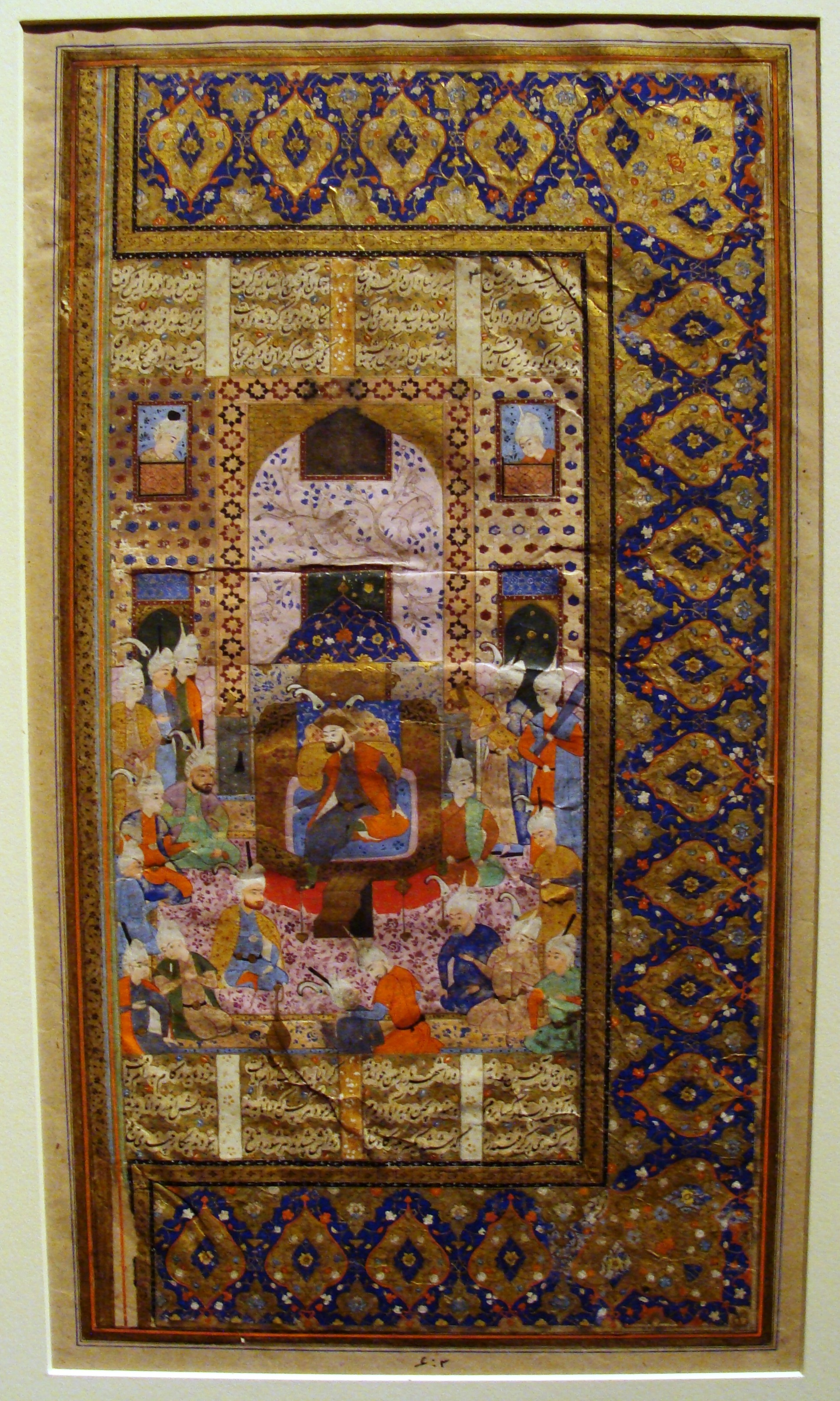
رسم توضيحي من القرن السادس عشر لكتاب الشاهنامة يظهر كاي لوهرسب جالساً على عرشه.

 كان له ابنان شجاعان هما فيشتاسبا (الذي يُعرف أيضاً باسم جوشتاسب) وزرير الأصغر. حكم فيشتاسبا إيران بعد وفاة والده. من أبرز أعمال كاي لوهرسب بناء معبد النار.[بحاجة لمصدر]
بن سياوش بن كيكاوس بن كيقباذ وليا لعهده ولخلفه ابنه فيشتاسبا.

## حياته

### نسبه
- كاي لوهرسب بن بهرام بن فرفشت بن بشنك بن كيكافوس بن كيكاووس بن هوشنغ.
- كاي لوهرسب بن كيوخي بن كيكاووس بن كيقباذ بن راع بن ميسرة بن نوذر بن مِنوجهر أصل الاسم: منوشهر ولاكن ابن الأثير سمّاه "مِنوجهر".

تولى منوشهر، الملك الفارسي، الحكم بعد فريدون، وانتقم من عميه سلم وتور لأنهما قتلا جده (أو أباه) إيرج بن فريدون. فثار عليه أفراسياب ملك تور (وقد يكون التوريون هم نسل تور) وفرض حصارًا على طبرستان. ثم تم عقد معاهدة بينهما تُحدد حدود مملكة أفراسياب ومنوشهر على بُعد رمية سهم من أحد جنود منوشهر. بعد وفاة منوشهر، خلفه ابنه نوذر. ويُقال إن أفراسياب غزا فارس ثم طرده زوطهماسب.
- كاي لوهرسب بن كي أوجن بن حينوش بن كيكاووس بن كيقباذ.
- لهراسب بن كيوجي بن كيمنوش بن كيفاشين[4]

## لوهرسب في الشاهنامة
حكم لوهرسب جزءًا فقط من إيران وكان زعيمًا لقبائله الكبيرة، وليس ملكًا لإيران بالكامل. الأرض التي استولى عليها تُسمى أرزان أو أرزانيان، ومكانه الحالي لا يزال غير معروف. في الواقع، كان ابنه جوشتاسب وحفيده إسفنديار مشهورين جدًا. تُعتبر شخصية سلالة لوهرسب متعبدة لله، ومن خلال ابنه اعتُمدت الديانة الزرادشتية في إيران.
اشترك لوهرسب في حرب زرادشت لكنه لم يكن مشهورًا جدًا. في جداله، يصف زال شخصًا ضعيفًا وعاجزًا. كان كي خسرو عظيمًا خلال الحرب، لكن بعد كل انتصاراته، اعتزل وغلَّق جميع أبواب القصر وكرَّس وقته للعبادة. يذكر الشاهنامه أن كي خسرو اختار لوهرسب لكنه لم يكن موثوقًا جدًا. كان لوهرسب يعيش في منطقة أخرى ويبعد كثيرًا عن كي خسرو. خلال فترة حكمه، نشب صراع بين لوهرسب وابنه جوشتاسب، وكان جوشتاسب ينوي أخذ مكان والده، لكن الأب لم يسمح بذلك. في النهاية، ذهب جوشتاسب إلى روم.

## فترة زمنية
| سبقه كيخسرو | الملوك الأسطوريون في الشاهنامه 120 عامًا (2751–2871 بعد كيومرث) | تبعه جوشتاسب |

## روابط خارجية
- فردوسي الشاهنامة. من النسخة الموسكوية. دار محمد للنشر. (ردمك  964-5566-35-5)
- تاريخ مختصر للأرض ص. 10-12
- كاي لوهرسب ونبوخذ نصر، النسخة المؤرشفة